# Coryphaenoides grahami
Coryphaenoides grahami är en fiskart som beskrevs av Akitoshi Iwamoto och Shcherbachev, 1991. Coryphaenoides grahami ingår i släktet Coryphaenoides och familjen skolästfiskar. Inga underarter finns listade i Catalogue of Life.